# Amastra subrostrata
Amastra subrostrata fue una especie de molusco gasterópodo de la familia Amastridae en el orden de los Stylommatophora.
Fue  endémica de los Estados Unidos.